# Raimundo de Gibelet
Raimundo de Gibelet o Raimundo Embriaco (antes de 1159-después de 1204) fue condestable del Condado de Trípoli.
Fue el segundo hijo de Guillermo II Embriaco, señor de Gibelet y su esposa Sancha. Su hermano mayor Hugo II sucedió a su padre como señor de Gibelet.
Entre 1181 y 1183 está documentado como condestable del Condado de Trípoli.
Estaba casado y tuvo un hijo, Guillermo, que se casó con Eva, una noble del Principado de Antioquía. Su único hijo, el nieto de Raimundo, Juan de Gibelet fue mariscal del Reino de Jerusalén en 1259.